# هنري ماير (دراج)
هنري ماير (بالألمانية: Henry Mayer)‏ (و. 1878 – 1955 م) هو راكب دراجة هوائية ألماني، ولد في هانوفر، توفي في هيلدسهايم، عن عمر يناهز 77 عاماً.

## روابط خارجية
- هنري ماير على موقع أرشيف الدراجات (الإنجليزية)
- هنري ماير على موقع أوليمبيديا (الإنجليزية)